# Миллер, Беннетт
Беннетт Миллер (англ. Bennett Miller; род. 30 декабря 1966, Нью-Йорк, США) — американский кинорежиссёр и кинопродюсер, обладатель 18 наград крупных кинофестивалей мира. За постановку байопиков «Капоте» (2005) и «Охотник на лис» (2014) был номинирован на «Оскар». За работу над последним также удостоен приза Каннского кинофестиваля.

## Ранняя жизнь
Миллер родился в Нью-Йорке, его мать — художница, и отец — инженер. В молодости он знал Дэна Фаттермана и актёра Филиппа Сеймура Хоффмана. Он и Фаттерман были одноклассниками в старшей школе, и все трое поступили в летнюю школу искусств Нью-Йорка. Также они работали позже над фильмом «Капоте».
Миллер поступил в Нью-Йоркский Университет искусств с Хоффманом, и они снова оказались в одной группе, но вскоре Миллер бросил учёбу ещё до окончания.
Во время учёбы в Нью-Йоркском университете Миллер стал одним из основателей театрального ансамбля Bullstoi вместе с коллегами, но вскоре ансамбль распался. Это было, когда Миллер и Хоффман заключили договор: кто выиграет «Оскар», тот на сцене пролает всю речь.

## Карьера
Миллер начал свою карьеру в 1998 году с документального фильма «Круиз». Как сказал Уилер Уинстон Диксон, фильма рассказывал историю о «тяжелой жизни гида в Нью-Йоркском автобусе» и был снят с помощью портативных цифровых камер. Это был неожиданный скачок, открывший множество дверей для Миллера.
Миллер отклонил несколько предложений, пока он занимался фильмом «Капоте» с Филипом Сеймуром Хоффманом, который и сыграл Трумэна Капоте. Премьера фильма состоялась в сентябре 2005 года на кинофестивале Теллурида, а Sony Pictures Classics занялась его выпуском на экраны.
В 2006 году срежиссировал музыкальный клип Боба Дилана «When the Deal Goes Down», в котором снялась Скарлетт Йоханссон. Затем в 2008 году он срежиссировал музыкальный клип кавер-версии Йоханссон песни Тома Уэйтса «Falling Down» с участием Салмана Рушди.
В 2009 году Миллер был нанят Columbia Pictures для режиссуры фильма «Moneyball», основанной на книге 2003 года Майкла Льюиса, после того, как ранее нанятый режиссёр Стивен Содерберг поссорился с продюсерами из-за тона фильма. В результате фильм, выпущенный в 2011 году, имел коммерческий успех и успех у критиков.
Следующий фильм Миллера «Охотник на лис», где снялись Стив Карелл, Ченнинг Тейтум и Марк Руффало, начал разрабатываться в 2006 году. Фильм, спродюсированный «Annapurna Pictures» и выпущенный «Sony Pictures Classics», также имел успех у критиков. Питер Трэверс, кинокритик из «Rolling Stone», в своей рецензии назвал фильм «новой вершиной» Миллера, который «взял скальпель для привилегированного мира Олимпийского спорта и унаследованного богатства». Фильм был номинирован на пять премий «Оскар», включая в номинации «Лучший режиссер», «Лучший актер», «Лучший актер второго плана» и «Лучший оригинальный сценарий».

## Личная жизнь
В интервью 2004 года Миллер описал себя как «перекати-поле», сказав: «У меня нет компании друзей. У меня нет помощников. У меня нет ничего. Я никогда не владел автомобилем или квартирой».

## Фильмография
| Год  |     | Русское название             | Оригинальное название | Роль               |
| ---- | --- | ---------------------------- | --------------------- | ------------------ |
| 1998 | док | Круиз                        | The Cruise            | режиссёр, продюсер |
| 2005 | ф   | Капоте                       | Capote                | режиссёр           |
| 2011 | ф   | Человек, который изменил всё | Moneyball             | режиссёр           |
| 2014 | ф   | Охотник на лис               | Foxcatcher            | режиссёр, продюсер |

## Награды и номинации
| Награда                       | Год  | Категория                   | Фильм/Телесериал | Результат |
| ----------------------------- | ---- | --------------------------- | ---------------- | --------- |
| «Оскар»                       | 2006 | Лучший режиссёр             | Капоте           | Номинация |
| «Оскар»                       | 2015 | Лучший режиссёр             | Охотник на лис   | Номинация |
| BAFTA                         | 2006 | Лучший режиссёр             | Капоте           | Номинация |
| «Спутник»                     | 1999 | Лучший документальный фильм | Круиз            | Номинация |
| «Спутник»                     | 2005 | Лучший режиссёр             | Капоте           | Номинация |
| «Независимый дух»             | 2015 | Особые достижения           | Охотник на лис   | Победа    |
| Премия Гильдии режиссёров США | 2006 | Лучший режиссёр             | Капоте           | Номинация |
| Премия Гильдии продюсеров США | 2015 | Лучший фильм                | Охотник на лис   | Номинация |
| Каннский кинофестиваль        | 2014 | Золотая пальмовая ветвь     | Охотник на лис   | Номинация |
| Каннский кинофестиваль        | 2014 | Лучший режиссёр             | Охотник на лис   | Победа    |